# 康斯坦丁·费伦巴赫
康斯坦丁·费伦巴赫（德語：Constantin Fehrenbach，1852年1月11日—1926年3月26日），德国天主教政治家，中央党主要领导人之一。魏玛共和国总理（1920－1921）。

## 生平
康斯坦丁·费伦巴赫出生于巴登博恩多夫附近的韦伦廷根（Wellendingen bei Bonndorf），1879年司法考试合格。同年与一名律师的女儿结婚，生有一女。1882年开办律师事務所，成为著名的律师。1885年作为天主教中央党党员被选入巴登邦议会，1901年再度当选。1903年进入德国议会，不久即以能言善辩驰名。1913年在国会演讲《国家内的国家》，对参谋部进行批判，立宪主义主张受到瞩目，获得保守的德国社会民主党等党派支持。1918年成为德意志帝国历史上最后一任议长，德国革命支持君主制，但因人民代表人员委员会的反对而未能如愿以偿。后任制宪议会议员及议长一职，1919年到1920任魏玛共和国国民议会主席。
1920年6月2日的国会选举后，与左翼自由派德国民主党和国家自由派德国人民党组成联盟政府，促成了魏玛时期第一个非社会主义内阁的上台，但宣誓保证继续执行社会主义化的总纲领。他的政府持续了323天，1921年5月因在战争赔款问题上未能获得协约国的让步而辞职。
总理卸任后继续活跃于政坛，1923年费伦巴赫当选为天主教中央党主席，领导议会里中央党的议员团，直到1926年他去世。

## 内阁,1920年6月- 1921年5月
- 康斯坦丁·费伦巴赫 (Z) - 总理
- 鲁道夫·海因策（Rudolf Heinze） (DVP) - 副总理兼司法部长
- 沃尔特·西蒙斯 - 外交部长
- 埃里希·科赫-魏塞尔（Erich Koch-Weser） (DDP) - 内政部长
- 约瑟夫·魏尔斯 - 财政部长
- 恩斯特·肖尔茨（Ernst Scholz） (DVP) - 经济部长
- 海因里希·布劳恩斯（Heinrich Brauns） (Z) - 劳工部长
- 奥托·格斯勒 - 国防部长
- 约翰内斯·吉埃斯贝茨（Johannes Giesberts） (Z) - 邮政部长
- 威廉·格勒纳 - 交通部长
- 安德烈·赫尔墨斯（Andreas Hermes） (Z) - 食品部长
- 汉斯·冯·劳梅尔（Hans von Raumer） (DVP) - 国库部长